# Långtjärnen (Nysätra socken, Västerbotten)
Långtjärnen är en sjö i Robertsfors kommun i Västerbotten och ingår i Kålabodaåns huvudavrinningsområde.